# Фелікс Майсснер
Фелікс Майсснер (нім. Felix Meissner; 8 жовтня 1890, Гайда — ?) — австро-угорський, австрійський і німецький офіцер, генерал-майор вермахту.

## Біографія
18 серпня 1912 року вступив в австро-угорську армію. Учасник Першої світової війни, після завершення якої продовжив службу в австрійській армії. З 1 жовтня 1937 року — керівник відділу Федерального міністерства оборони. Після аншлюсу 15 березня 1938 року автоматично перейшов у вермахт. З 1 квітня 1938 року — командир частин зв'язку 4-го армійського корпусу. З 25 жовтня 1939 року — командир 549-го полку зв'язку. З 6 лютого 1940 року — командир частин зв'язку 6-ї армії. З лютого 1942 року — начальник відділу ОКВ. З 1 вересня 1943 року — командир частин зв'язку 1-ї армії, з 10 травня 1944 року — групи армій «G». В березні 1945 року переведений в електротехнічне управління ОКГ.

## Звання
- Оберстлейтенант-інженер (1 липня 1930)
- Оберст-інженер (25 червня 1943)
- Генерал-майор (1 жовтня 1943)

## Нагороди
- Пам'ятний хрест 1912/13
- Срібна і бронзова медаль «За військові заслуги» (Австро-Угорщина) з мечами
- Хрест «За військові заслуги» (Австро-Угорщина) 3-го класу з військовою відзнакою і мечами
- Військовий Хрест Карла
- Залізний хрест 2-го класу
- Пам'ятна військова медаль (Австрія) з мечами
- Пам'ятна військова медаль (Угорщина) з мечами
- Орден Заслуг (Австрія), лицарський хрест
- Почесний хрест ветерана війни з мечами
- Медаль «За вислугу років у Вермахті» 4-го, 3-го, 2-го і 1-го класу (25 років)
- Застібка до Залізного хреста 2-го класу (27 вересня 1939)
- Залізний хрест 1-го класу (7 жовтня 1939)
- Хрест Воєнних заслуг
  - 2-го класу з мечами (30 січня 1943)
  - 1-го класу з мечами (1 вересня 1944)